# Виатодуш
Виатодуш (порт. Viatodos)  —  район (фрегезия) в Португалии,  входит в округ Брага. Является составной частью муниципалитета  Барселуш. Находится в составе крупной городской агломерации Большое Минью. По старому административному делению входил в провинцию Минью. Входит в экономико-статистический  субрегион Каваду, который входит в Северный регион. Население составляет 2027 человек на 2001 год. Занимает площадь 4,01 км².
Покровителем района считается Дева Мария (порт. Santa Maria). 